# St. Anger (пісня)
St. Anger — пісня американського хеві-метал гурту Metallica. Вона вийшла 23 червня 2003 року як головний сингл з восьмого однойменного студійного альбому. Пісня здобула нагороду за найкраще метал виконання на 46-й церемонії Ґреммі, а також була номіноване як найкраще рок-відео на MTV Video Music Awards 2003 року, але програв Somewhere I Belong групи Linkin Park.
Пісня стала темою для WWE SummerSlam 2003; музичне відео також було включено в платний DVD.
Лірична фраза Fuck it all and fuckin' no regrets, I hit the lights on these dark sets це можливі посилання на дві інші пісні Metallica, Damage, Inc. (Master of Puppets) і Hit the Lights (Kill 'Em All).

## Музичне відео
Відео «St. Anger», зняте режисером The Malloys, було знято у в'язниці штату Сан-Квентін, Каліфорнія. Гурт грав у різних місцях в'язниці перед сотнями захоплених ув'язнених, окрім камер смертників та камер смертників. Це також перше відео Metallica, в якому знявся басист Роберт Трухільйо, який приєднався до гурту безпосередньо перед початком знімання.
Відео починається з того, що барабанщик Metallica Ларс Ульріх починає ритм зі словами «En, to, tre, fire!» (взято з живого студійного виконання пісні «The Unnamed Feeling»), що в перекладі з данської означає «Один, два, три, чотири!». Наприкінці відео на чорному тлі з'являється речення, в якому йдеться «Для всіх душ, на які вплинув Сан-Квентін, ваш дух назавжди залишиться частиною Metallica».
У 2003 році пісня здобула нагороду Metal Edge Readers' Choice Award за відео року.

## Список треків
| International Single Part 1 | International Single Part 1                           | International Single Part 1 |
| #                           | Назва                                                 | Тривалість                  |
| --------------------------- | ----------------------------------------------------- | --------------------------- |
| 1.                          | «St. Anger»                                           | 7:21                        |
| 2.                          | «Commando» (Ramones cover)                            | 1:48                        |
| 3.                          | «Today Your Love, Tomorrow the World» (Ramones cover) | 2:13                        |

| International Single Part 2 | International Single Part 2                   | International Single Part 2 |
| #                           | Назва                                         | Тривалість                  |
| --------------------------- | --------------------------------------------- | --------------------------- |
| 1.                          | «St. Anger»                                   | 7:21                        |
| 2.                          | «Now I Wanna Sniff Some Glue» (Ramones cover) | 1:40                        |
| 3.                          | «Cretin Hop» (Ramones cover)                  | 1:56                        |

| International 7" Vinyl Single | International 7" Vinyl Single          | International 7" Vinyl Single |
| #                             | Назва                                  | Тривалість                    |
| ----------------------------- | -------------------------------------- | ----------------------------- |
| 1.                            | «St. Anger»                            | 7:21                          |
| 2.                            | «We're a Happy Family» (Ramones cover) | 2:20                          |

| Japanese EP | Japanese EP                                           | Japanese EP |
| #           | Назва                                                 | Тривалість  |
| ----------- | ----------------------------------------------------- | ----------- |
| 1.          | «St. Anger»                                           | 7:21        |
| 2.          | «Commando» (Ramones cover)                            | 1:48        |
| 3.          | «Today Your Love, Tomorrow the World» (Ramones cover) | 2:13        |
| 4.          | «Now I Wanna Sniff Some Glue» (Ramones cover)         | 1:40        |
| 5.          | «We're a Happy Family» (Ramones cover)                | 2:20        |

## Позиція в Чартах
| Chart (2003)                                  | Peak position |
| --------------------------------------------- | ------------- |
| Australia (ARIA)                              | 15            |
| Austria (Ö3 Austria Top 40)                   | 17            |
| Belgium (Ultratop 50 Flanders)                | 43            |
| Canada (Nielsen SoundScan)                    | 24            |
| Croatia (HRT)                                 | 7             |
| Denmark (Tracklisten)                         | 4             |
| Finland (Suomen virallinen lista)             | 5             |
| Germany (Official German Charts)              | 15            |
| Ireland (IRMA)                                | 12            |
| Netherlands (Dutch Top 40)                    | 22            |
| New Zealand (Recorded Music NZ)               | 38            |
| Norway (VG-lista)                             | 6             |
| Spain (PROMUSICAE)                            | 4             |
| Sweden (Sverigetopplistan)                    | 9             |
| Switzerland (Schweizer Hitparade)             | 28            |
| UK Singles (OCC)                              | 9             |
| US Bubbling Under Hot 100 Singles (Billboard) | 7             |
| US Alternative Airplay (Billboard)            | 17            |
| US Mainstream Rock (Billboard)                | 2             |
| US Active Rock (Billboard)                    | 1             |
| US Heritage Rock (Billboard)                  | 5             |